# Püspöklila császárhal
A püspöklila császárhal (Centropyge bispinosa) a sugarasúszójú halak (Actinopterygii) osztályának sügéralakúak (Perciformes) rendjébe, ezen belül a Pomacanthidae családjába tartozó faj.

## Előfordulása
A püspöklila császárhal előfordulási területe az Indiai-óceánban és a Csendes-óceán nyugati részén van. Az utóbbi óceán déli részéről, Hawaii környékéről és a Vörös-tengerből hiányzik. Kelet-Afrikától kezdve a Tuamotu-szigetekig sokfelé megtalálható. Északon a Japán Izu-sziget, míg délen a Lord Howe-szigetcsoport alkotják elterjedésének a határát.

## Megjelenése
Ez a hal legfeljebb 10 centiméter hosszú. A hátúszóján 14 tüske és 16-18 sugár van, míg a farok alatti úszóján 3 tüske és 17-19 sugár látható. Vöröses, kékes színű testén, szaggatott, sötét, függőleges vonalak futnak.

## Életmódja

Püspöklila császárhal egy angliai akváriumban

Trópusi, tengeri halfaj, amely a korallzátonyok közelében él. Általában 5-45 méteres mélységekben tartózkodik. Nem vándorol. Titokzatos hal, amely a lagúnákban, partközeli részeken és a sűrűn benőtt korallmezőkön is jól érzi magát. Magányosan vagy kisebb rajokban úszik. Egy hím területén, körülbelül 3-7 nőstény van. Algákkal táplálkozik.

## Felhasználása
A püspöklila császárhalat ipari mértékben halásszák az akváriumok számára. Az élőhelyén levő emberek, táplálékként fogyasztják.